# Фукуок
Фукуок (в'єт. Phú Quốc [fǔ kúək] також відомий як в'єт. Đảo Ngọc, кхмер. កោះត្រល់) — найбільший острів у В'єтнамі, провінція Кьєнзянг. Він має кілька пляжів, курортів і готелів. Острів є популярним місцем для туристів, ; територія 574 км²; столиця Зионгдонг. Він знаходиться за 45 км від в'єтнамського узбережжя, за 12 км на південь від камбоджійського узбережжя.
Аеропорт Зионгдонг (в'єт. Sân bay Phú Quôc), (IATA: PQC, ІКАО: VVPQ) — в'єтнамський комерційний аеропорт, розташований у місті Зионгдонг (острів Фукуок). Новий міжнародний аеропорт (Фукуок (аеропорт)) відкрився 2 грудня 2012 року.